# Murawlewo (sielsowiet szczetinski)
Murawlewo (ros. Муравлево) – wieś (ros. деревня, trb. dieriewnia) w zachodniej Rosji, w sielsowiecie szczetinskim rejonu kurskiego w obwodzie kurskim.

## Geografia
Miejscowość położona jest nad rzeką Winogrobl (lewy dopływ Tuskara w dorzeczu Sejmu), 4 km od centrum administracyjnego sielsowietu (Szczetinka), 3 km na północny wschód od centrum administracyjnego rejonu (Kursk), 7 km od drogi federalnej R-298 (Kursk – Woroneż – R22 «Kaspij»; część europejskiej trasy E38).
We wsi znajduje się ulica Pokrowskaja i (w sumie) 123 posesje.
Klimat
Miejscowość, jak i cały rejon, znajduje się w strefie klimatu kontynentalnego z łagodnym ciepłym latem i równomiernie rozłożonymi opadami rocznymi (Dfb w klasyfikacji klimatów Köppena).

## Demografia
W 2010 r. wieś zamieszkiwały 163 osoby.